# Метеорный патруль
Метеорный патруль — астрономический инструмент для фотофиксации метеоров и связанных с ними оптических явлений. Представляет собой систему широкоугольных фотокамер, смонтированных на одной установке и направленных на разные участки небесной сферы. Нередко снабжается обтюратором. 
Быстрая эволюция оптической и полупроводниковой видеотехники привело к тому, что современные метеорные патрули состоят из видеокамеры с широкоугольным объективом большой светосилы и ПЗС-приёмникa.
Как правило астрономические наблюдения ведутся с помощью нескольких метеорных патрулей, которые располагаются на расстоянии в несколько километров друг от друга. Это позволяет оценить скорость, высоту, радиант, параметры орбиты метеороида и, исходя из некоторых допущений, его массу. Для увеличения объёма статистики патрулирование неба ведётся непрерывно в течение всей ночи.
Метеорные патрули широко используются в Гарвардской обсерватории, в астрофизической обсерватории в Скальнате Плесо и др. Первый метеорный патруль в СССР был установлен в 1938 году в Сталинабаде.